# Donald Fletcher Holmes
Donald Fletcher Holmes (Woodbury, Nova Jérsei, 29 de setembro de 1910 – 13 de outubro de 1980) foi um químico e inventor estadunidense.  Holmes, junto com William Edward Hanford, inventou o processo para produzir o material multiuso poliuretano. Recebeu a patente de poliuretano em 1942. A mistura de polióis e compostos de hidroxila com di-isocianatos é a base atual para a fabricação de todos os poliuretanos. O poliuretano pode ser usado, mas não se limita a, corações artificiais que salvam vidas, acolchoamento de segurança em automóveis modernos e carpetes.
Holmes nasceu em Woodbury, Nova Jérsei. Em 1931 recebeu o título de bacharel em química orgânica pelo Amherst College em Massachusetts. Mais tarde obteve mestrado e doutorado pela Universidade de Illinois em Urbana-Champaign. Holmes foi postumamente incluído no National Inventors Hall of Fame em 1991.

## Patente principal
- Hanford, U.S. Patent 2284896, “Process for making polymeric products and for modifying polymeric products”